# Accessio possessionis
Accessio possessionis (łac. doliczenie czasu posiadania poprzednika) – instytucja prawa cywilnego wywodząca się z rzymskiego prawa rzeczowego, umożliwiająca utrzymanie ciągłości posiadania w przypadku zmiany posiadacza.
Jedną z przesłanek zasiedzenia jest odpowiednio długi, nieprzerwany okres posiadania (bieg zasiedzenia). Powstałe w III w. accessio possessionis umożliwiało kupującemu, będącemu w dobrej wierze, doliczenie czasu posiadania poprzedniego posiadacza – sprzedawcy. Rozwiązanie takie sprzyjało pewności obrotu gospodarczego.